# Greccio
Greccio je obec v provincii Rieti v regionu Lazio na hranicích s regionem Umbrie ve střední Itálii. K 31. prosinci 2017 bylo v obci registrováno 1554 obyvatel. Greccio je místem zrodu křesťanské tradice pořádání živých betlémů, který zde poprvé připravil o vánočních svátcích v roce 1223 František z Assisi. V roce 2016 bylo Greccio zařazeno na seznam nejkrásnějších obcí a městeček Itálie („I borghi più belli d'Italia“), vydávaný stejnojmennou asociací od roku 2001.

## Geografie
Greccio leží v nadmořské výšce 705 metrů na východních svazích Sabinských hor (Monti Sabini), přičemž převýšení historického jádra obce nad údolím Rieti činí asi 300 metrů. Sabinské hory jsou jedním z hřebenů Abruzzských Apenin, protaženým od severu k jihu. Na východě tento horský hřeben ohraničuje Rietské údolí, kterým protéká řeka Velino, na západ od Sabinských hor se rozprostírá údolí řeky Tibery. Přímo nad obcí Greccio se tyčí sabinské vrcholy Monte Lupara (1 231 m n. m.), Monte Macchia di Mezzo (1 215 m n. m.) a Monte delle Croci (1 180 m n. m.).
Rozloha katastru obce je 17,86 km². Greccio leží 96 km severně od Říma, správní centrum provincie Rieti je vzdáleno od Greccia 15,5 km směrem na jihovýchod. Železniční stanice Greccio na trati Terni – Rieti – L´Aquila – Sulmona je od historického centra obce vzdálená po silnici necelé 4 kilometry.

## Historie
První písemné zmínky o Grecciu (též Grecia, Grece, Grecce) jsou z 10. a 11. století, například ve spise „Regesto Farfense“ benediktinského mnicha Gregoria da Catina (1062–1133) z opatství Farfa se hovoří o „curte de Greccia“.

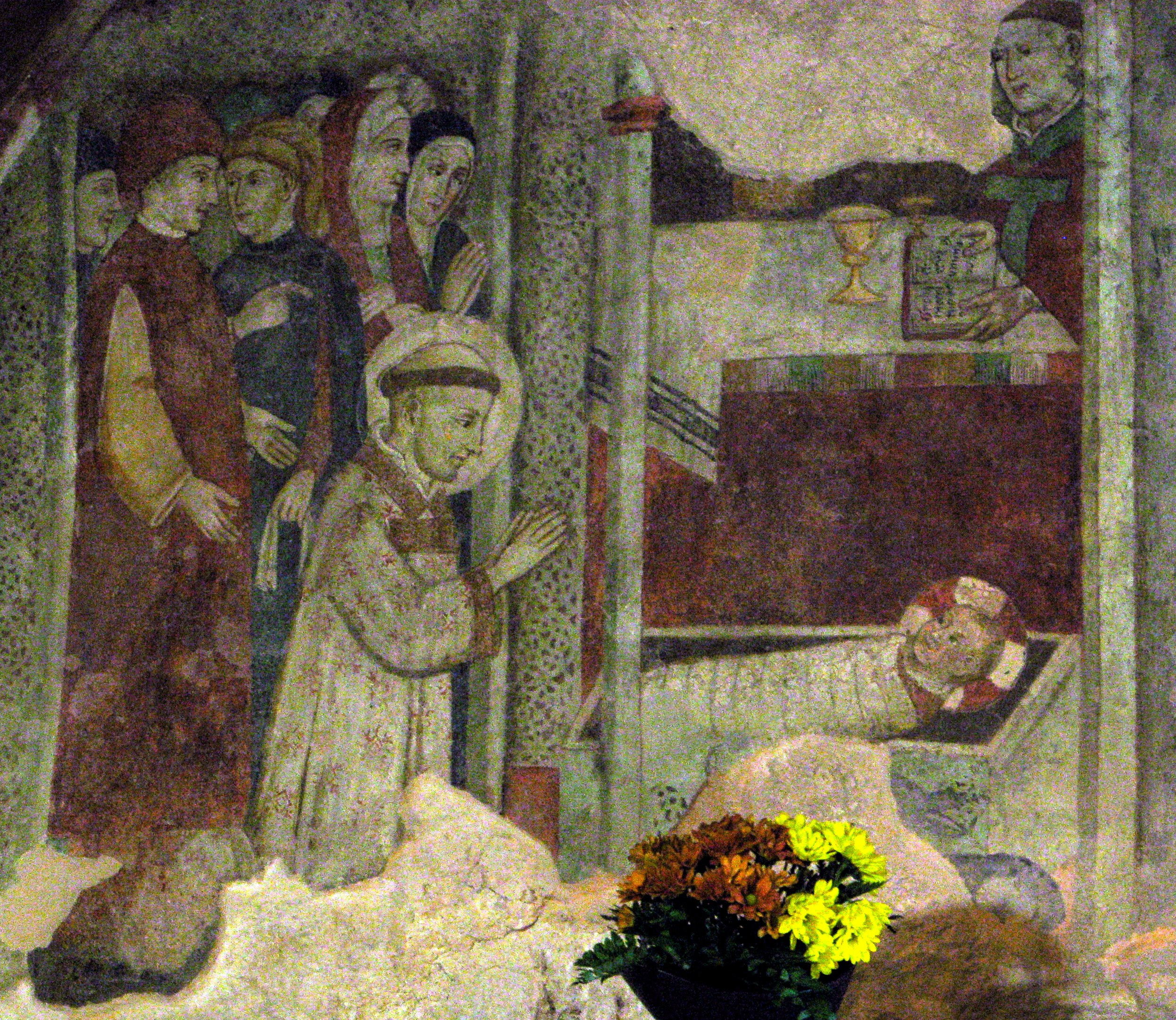
Svatý František s Ježíškem, freska v Santuariu di Greccio

Traduje se, že obec založili Řekové, kteří v důsledku válečných událostí uprchli až do střední Itálie a našli zde nový domov na místě, které bylo příhodné k obraně. Podle fragmentů nejstarších budov se soudí, že zde kdysi stál středověký hrad, obklopený hradbami se šesti strážními věžemi. Toto nejstarší sídlo bylo v roce 1242 dobyto a zničeno vojsky Fridricha II. Štaufského.
František z Assisi (italsky Francesco d'Assisi) do této oblasti poprvé zavítal v roce 1209 a později se sem několikrát vrátil mezi roky 1223 a 1226. V roce 1223 mnich František uspořádal v Grecciu první představení živého betléma. Františkovi, který předtím absolvoval pouť do Palestiny, krajina u Greccia připomínala Betlém, a proto se obrátil na místního vladaře Giovanniho Velita, aby mu pomohl najít vhodnou jeskyni, v níž by mohl uspořádat živé představení betlémského příběhu, zobrazujícího narození Ježíše Krista. Tak se také stalo a o Vánocích roku 1223 se poprvé v historii shromáždili obyvatelé Greccia a mniši z okolí u živého betlémského obrazu.
Tato událost inspirovala jejího tvůrce k tomu, že dokonce poslal papeži Honoriovi III. poselství, v němž ho nabádal, že není třeba organizovat křížové výpravy a znovu dobývat Boží hrob v Jeruzalémě, neboť narození Spasitele může být připomínáno kdekoli.

## Pamětihodnosti
- Poustevna a svatyně Santuario di Greccio – byla vybudována v roce 1288 jako připomenutí tradice živých betlémů, založené Františkem z Assisi v roce 1223.
- La Capeletta – kaple na vrcholu Monte Lacerone v nadmořské výšce 1 205 metrů, postavená v roce 1792.
- Kostel Svatého Michala Archanděla – farní kostel ze 14. století. Byl postaven na místě někdejšího hradu, bývalá hradní věž byla přebudována na zvonici.
- Kostel Santa Maria del Giglio – kostel z roku 1400 na náměstí v Grecciu.
- Opatství San Pastore – pozůstatky cisterciáckého opatství z roku 1255 poblíž osady Spinacceto, opuštěného v 19. století a později opět obnoveného.

Greccio je jedním z historických míst na stezce Cammino di Francesco, procházející údolím Riete, zvaným též Valle Santo, Svaté údolí, a spojující čtyři svatyně, založené Františkem z Assisi.

## Místní části
Místními částmi obce jsou Limiti di Greccio, kde sídlí obecní úřad, dále Collemare, Case Rossi, Sellecchia a Spinacceto.

## Partnerská města a obce
- Betlém, Palestina
- San Donato Val di Comino, Itálie
- Guardea, Itálie
- Třebechovice pod Orebem, Česko

## Galerie

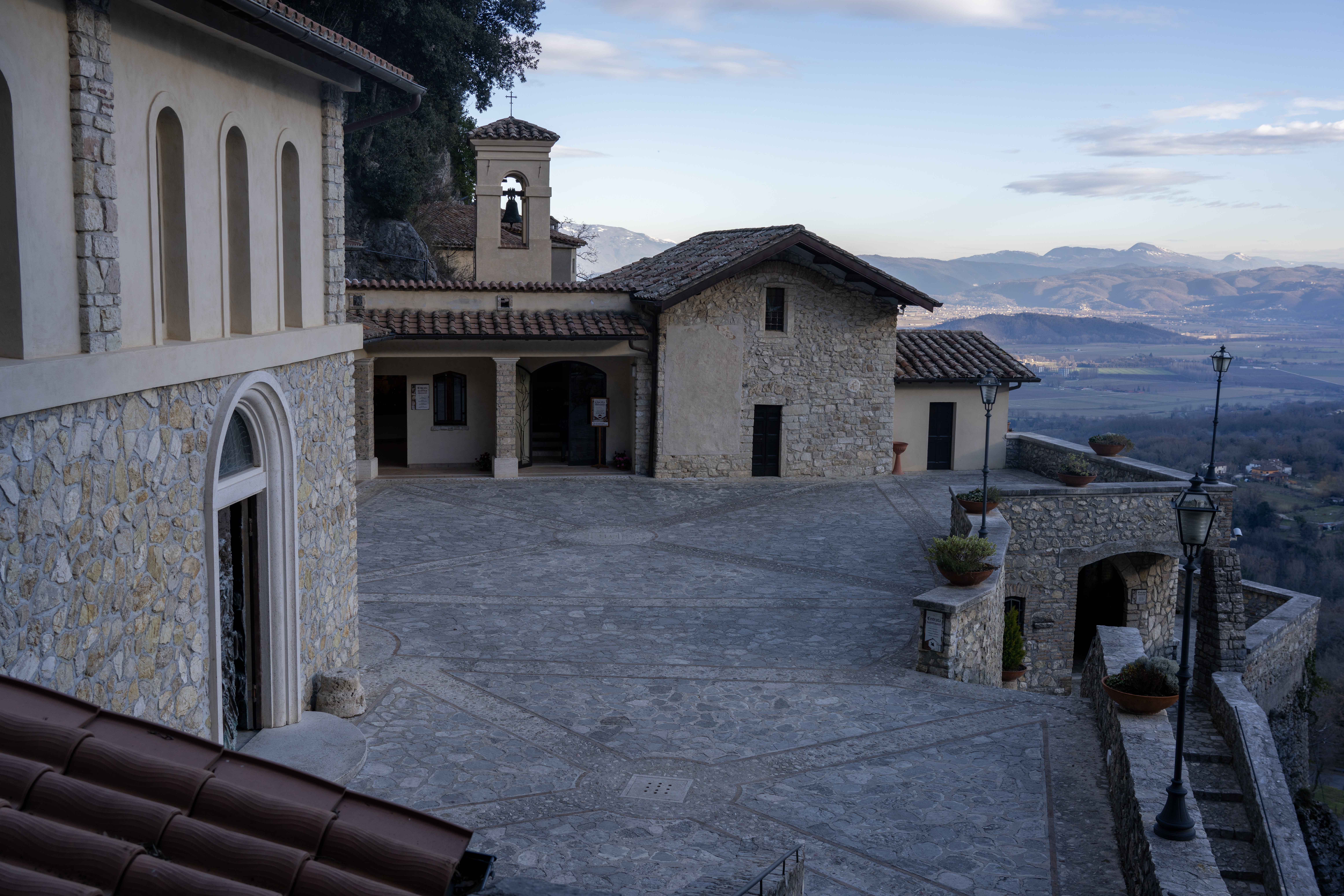
Pohled na kostel. sv. Františka a Valle Santa
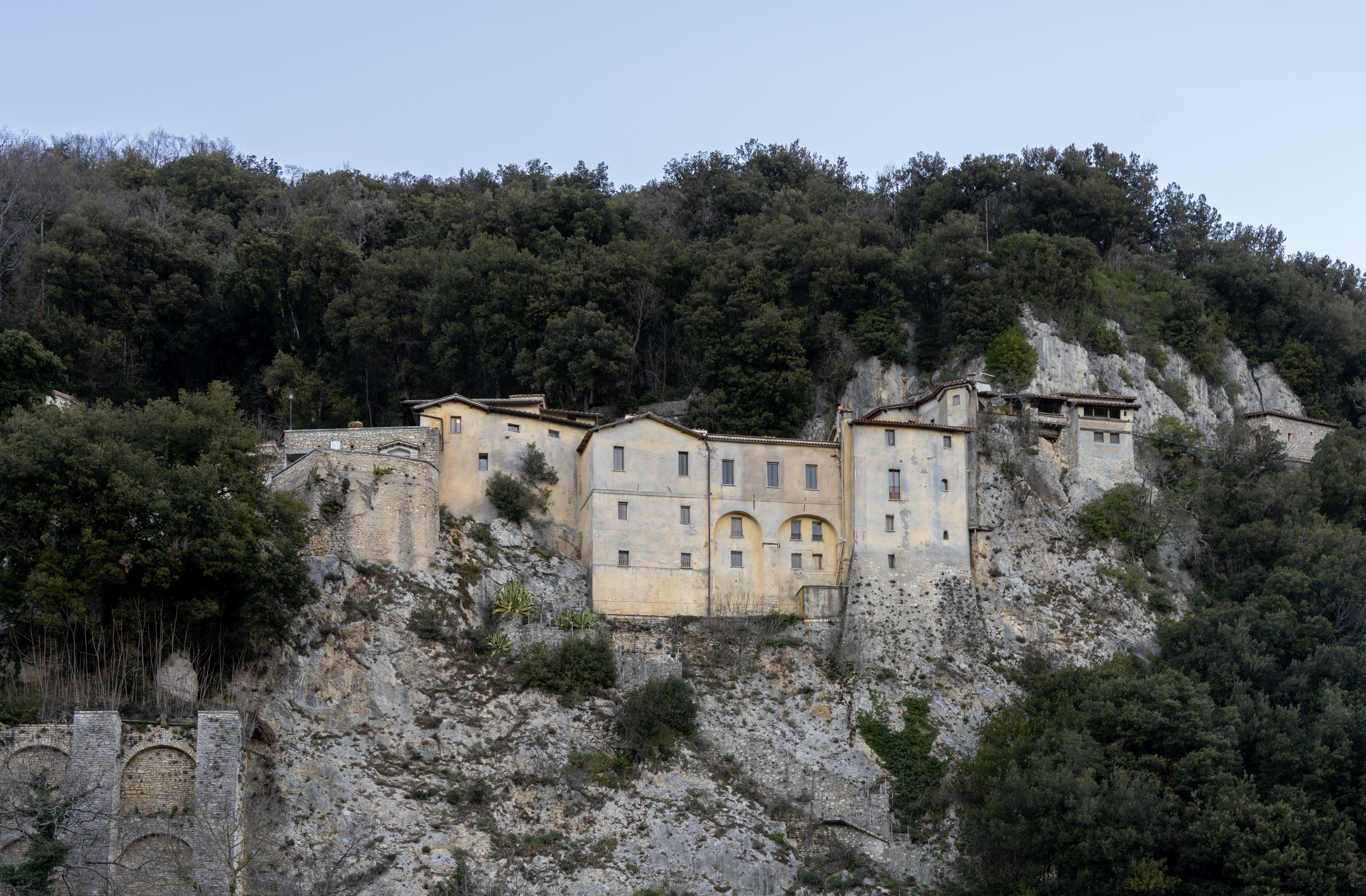
Santuario di Greccio
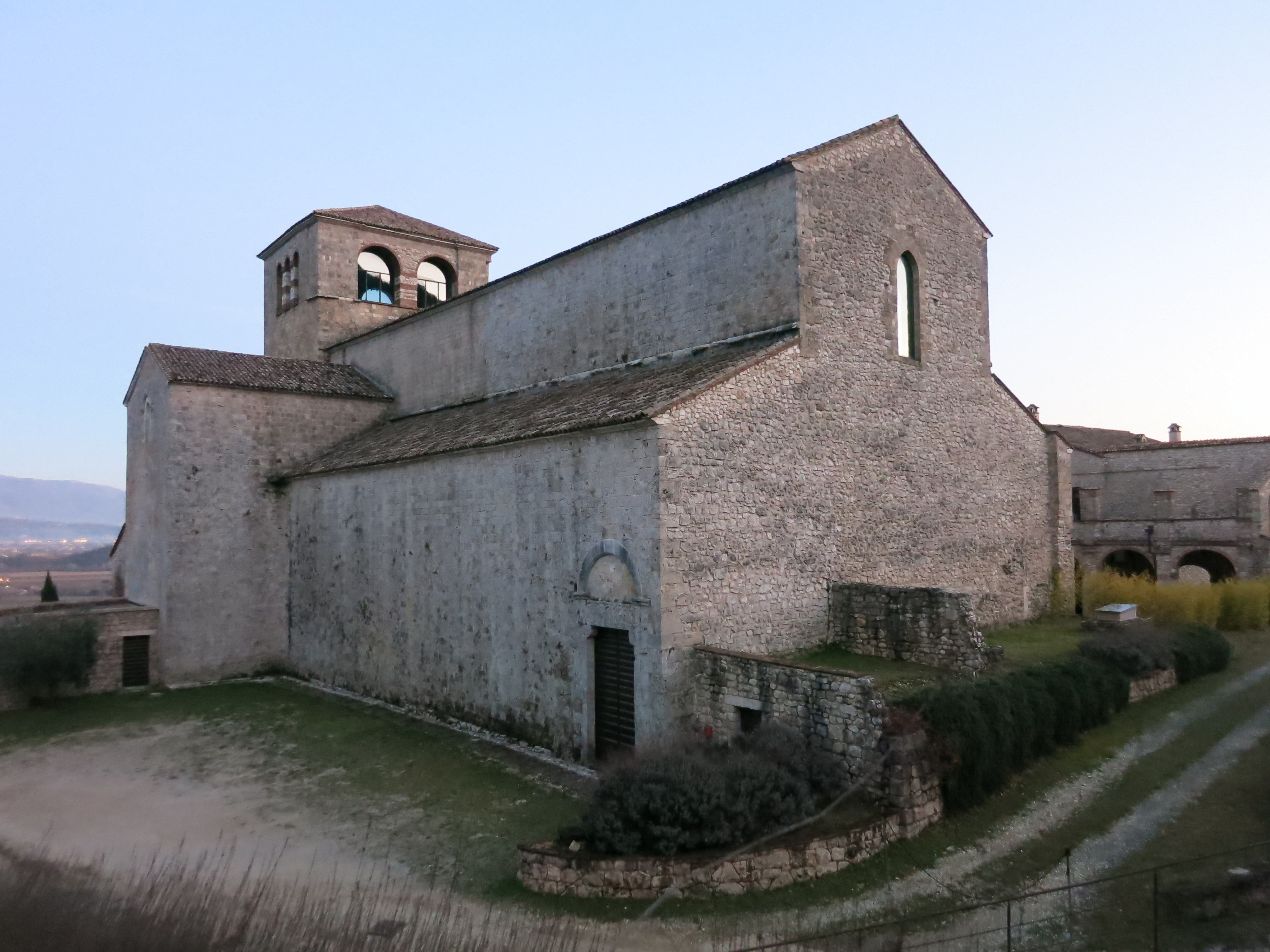
Opatství San Pastore
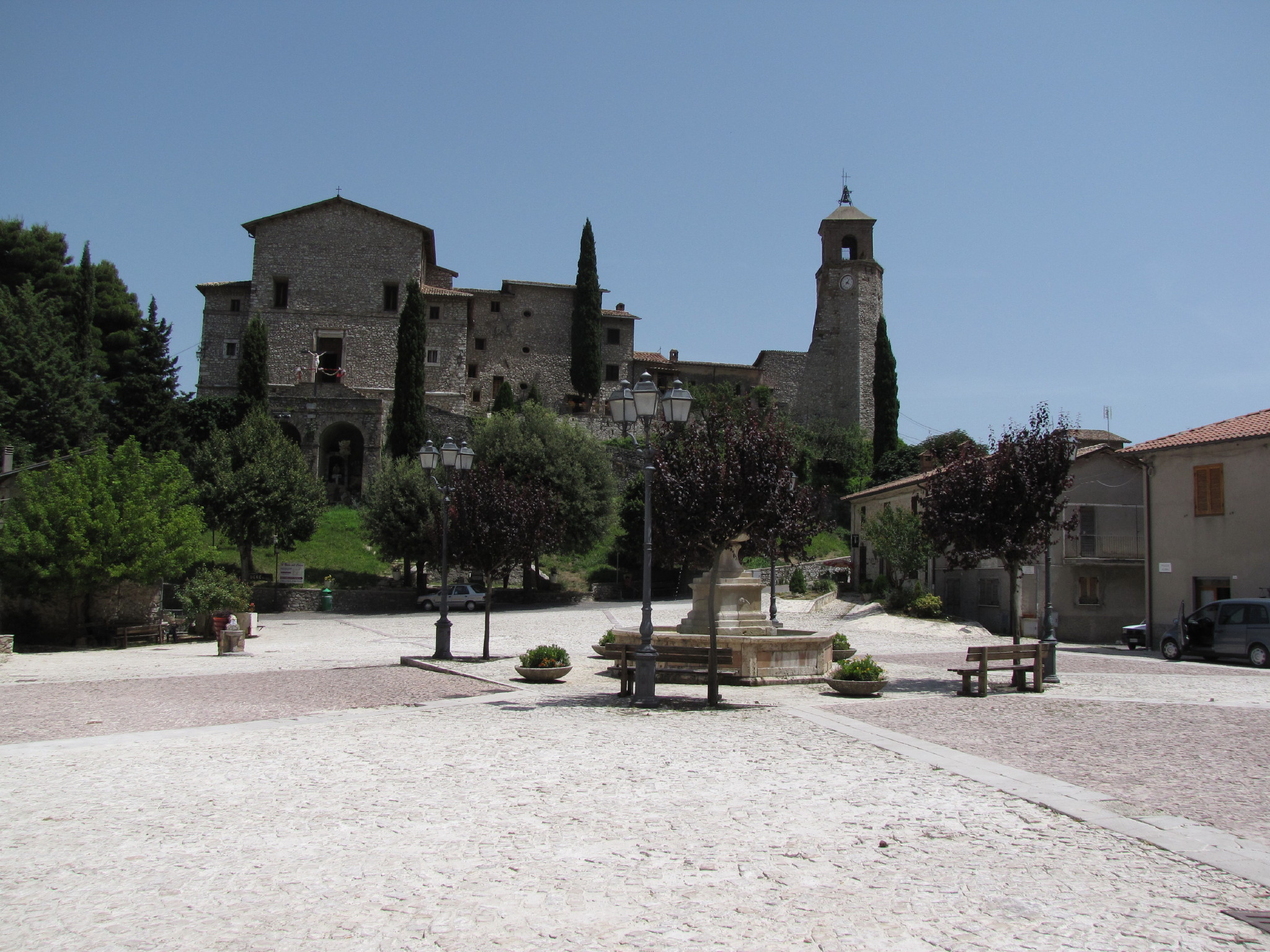
Hlavní náměstí v Grecciu
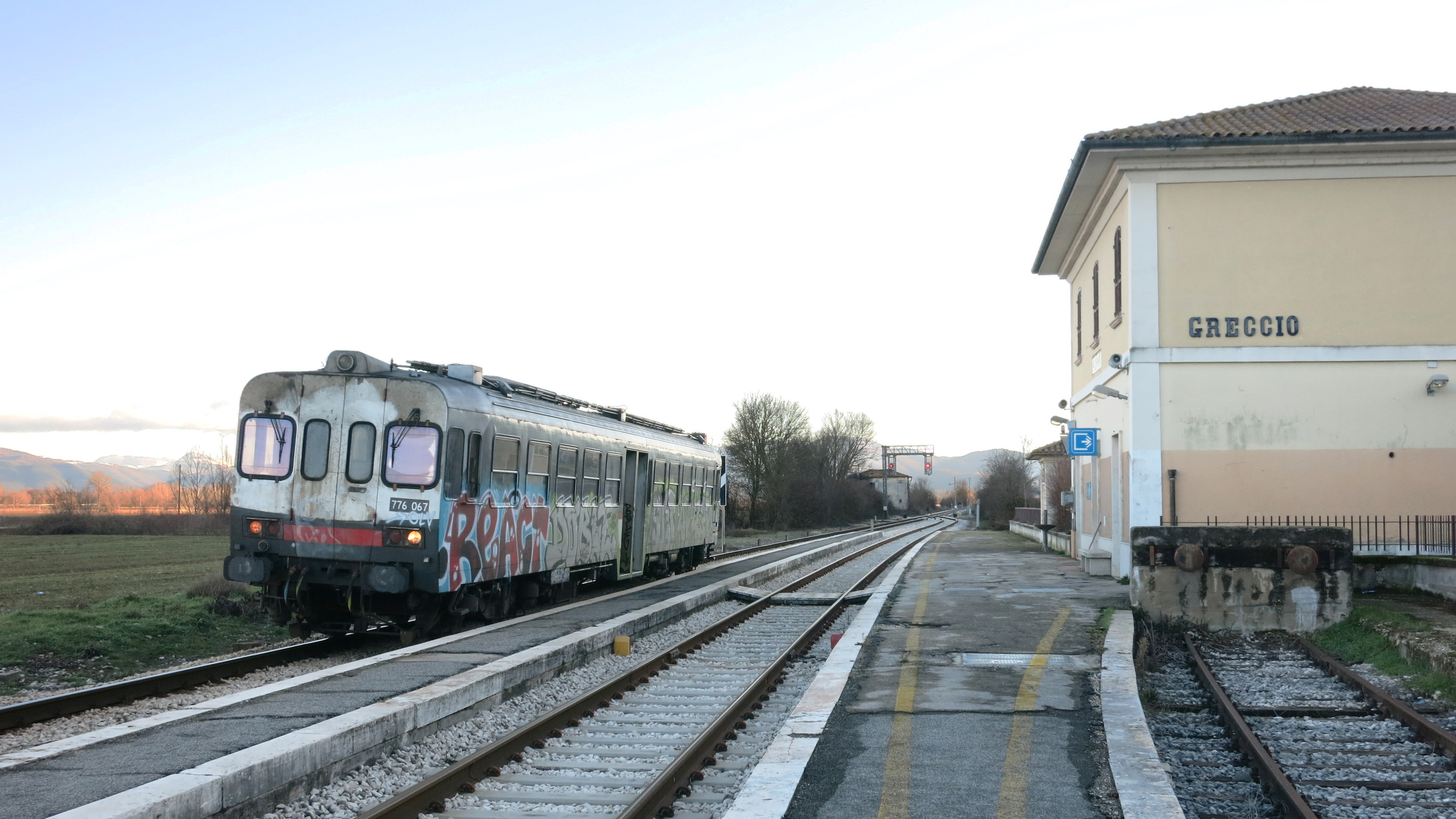
Osobní vlak v železniční stanici Greccio
Kaple v Santuariu, vyobrazení betléma